# 南屏大桥 (珠海)
南屏大桥，中国广东省珠海市南屏镇的一条大桥，是连接前山河两岸最早的桥梁之一，全长532.2米，双向两车道，设计时速40km/h；1985年动工，1987年落成通车。
南屏大桥是珠海市区通往湾仔街道、南屏镇、横琴新区和中山市坦洲镇的主要桥梁。

## 未来建设
- 2014年10月，珠海交通集团消息指出，南屏大桥拆除重建工程原定于2015年3月启动，重建工程计划在2016年底前建成通车。南屏大桥新桥建成后，将变身“复式”双层桥。上层为高速公路，下层为市政道路，两层都将是双向六车道。[2][3]现计划于2016年年底前开工建设，工期约三年。[4]